# Канцероген
Канцероге́н (от лат. cancer — рак и др.-греч. γεννάω — рождаю) — факторы окружающей среды, воздействие которых на организм человека или животного повышает вероятность возникновения злокачественных опухолей. Указанные факторы могут иметь химическую (различные химические вещества), физическую (ионизирующие излучения, ультрафиолетовые лучи), а также, в некоторых случаях биологическую (онкогенные вирусы, некоторые бактерии) природу; по оценкам онкологов, 80—90 % всех форм рака у человека представляет собой результат действия таких факторов.
По определению экспертов Всемирной организации здравоохранения, «канцероген — это агент, который в силу своих физических или химических свойств может вызвать необратимые изменения и повреждения в тех частях генетического аппарата, которые осуществляют контроль над соматическими клетками».

## Классификация
Международное агентство по изучению рака ВОЗ выделило четыре группы веществ по их канцерогенным свойствам:
1. канцерогенные для человека, их 120,
2. вероятно и возможно канцерогенные — 82 и 311,
3. неклассифицируемые как канцерогены для человека — 499.

Международное агентство по изучению рака установило единственное вещество с доказанной неканцерогенностью — Капролактам. До 2019 года классификация содержала 4 группы, но позже группу неканцерогенных веществ исключили из списка и перенесли Капролактам в группу 3.

## Химические канцерогены
Среди химических канцерогенов наиболее часто встречаемые следующие:
- Нитраты и нитриты. Нитриты поступают в организм с пищей (в небольших количествах они содержатся в злаках и корнеплодах, а также в мясопродуктах, куда их добавляют в качестве консервантов). Основной источник поступления в организм нитратов — овощи, выращенные в условиях чрезмерного применения азотных удобрений. Часть нитратов в процессе хранения пищевых продуктов или непосредственно в пищеварительном тракте может восстанавливаться до нитритов. Попадая в желудок, нитриты способны под действием желудочного сока превращаться в нитрозамины — вещества с широким спектром канцерогенного действия[6][7].
- Пищевые добавки. Некоторые пищевые добавки (например: Е123-Амарант (не путать с амарантом), Е121-Цитрусовый красный 2) являются доказанными канцерогенами и запрещены законодательством во многих странах, в том числе и в России.
- Полициклические ароматические углеводороды и их производные — образуются при сгорании бытового мусора, неполном сгорании нефтепродуктов и угля, присутствуют в выхлопных газах автомобилей, содержатся в табачном дыме. Среди них встречаются чрезвычайно канцерогенные вещества, в сотни раз более опасные чем бензол. Некоторые могут образовываться при жарке и копчении пищи, перекаливании растительных масел, сала и жиров[8].
- Бензпирен — представитель полициклических ароматических углеводородов, образуется при жарке, копчении и при приготовлении пищи на вертеле. Их много в табачном дыме. Продукты пиролиза белков образуются при длительном нагреве мяса в духовке. Найден также в продуктах пиролиза древесины, каменноугольной смоле и некоторых других органических продуктов[9].
- Пероксиды[10] — образуются в прогорклых жирах и при сильном нагреве растительных масел[11], также при радиолизе некоторых органических веществ и воды (пероксид водорода).
- Афлатоксины — смертельно опасные микотоксины (подкласс поликетидов). Продуцируют эти токсины плесневые грибы — микромицеты нескольких видов рода Аспергилл (Aspergillus), в частности Aspergillus flavus (откуда и происходит название афлатоксинов) и Aspergillus parasiticus, которые произрастают и поражают зёрна, семена и плоды растений с высоким содержанием растительных масел и жирных кислот (например, на семенах арахиса, масличных культур) и других субстратах. Среди всех биологически производимых ядов афлатоксины являются самыми сильными гепатоканцерогенами из обнаруженных на сегодняшний день[12].
- Диоксины — хлорорганические соединения, образующиеся при сжигании бытового мусора[13].
- Винилхлорид — вещество является чрезвычайно огнеопасным и взрывоопасным. Продукты его горения токсичны. Оказывает на организм человека канцерогенное, мутагенное и тератогенное действие[12][14].

- Бензол — токсичное и канцерогенное вещество[12]. Пары бензола могут проникать через неповреждённую кожу. Если организм человека подвергается длительному воздействию бензола в малых концентрациях, последствия также могут быть очень серьёзными. В этом случае хроническое отравление бензолом может стать причиной лейкемии (рака крови) и анемии (недостатка гемоглобина в крови)[15].
- Формальдегид — токсичен и оказывает сильное отрицательное воздействие на центральную нервную систему. Формальдегид внесён в список канцерогенных веществ ГН 1.1.725-98 в разделе «вероятно канцерогенные для человека», при этом доказана его канцерогенность для животных[16][17][18].
- Кадмий — кумулятивный яд (способен накапливаться в организме до опасных для здоровья количеств). Канцерогенен[19]. Многие соединения кадмия ядовиты[20], вызывают общетоксическое действие[21].
- Мышьяк — ядовитое и канцерогенное вещество[12]. Все неорганические соединения мышьяка также ядовиты (за исключением арсенобетаина)[22].
- Шестивалентный хром — является признанным канцерогеном при вдыхании[23].
- Никель — многие соединения никеля ядовиты, канцерогенны, аллергенны, мутагенны, обладают общей токсичностью[24].
- Асбест — среди канцерогенов стоит особняком[12]. Его сложно отнести к химическим канцерогенам, которые, как правило, являются химически активными веществами. Канцерогенность асбеста, напротив, выражается в том, что живой организм не в состоянии избавиться от микроскопических, химически крайне инертных, частиц этого вещества.

## Механизм действия химических канцерогенов
Большинство химических канцерогенов относятся к органическим соединениям, лишь небольшое число неорганических веществ обладают такой способностью. По Миллеру все канцерогены в той или иной степени являются электрофилами, которые легко взаимодействуют с нуклеофильными группами азотистых оснований нуклеиновых кислот, в частности ДНК, образуя с ними прочные ковалентные связи. Негативные действия со стороны канцерогенов проявляются в химической модификации нуклеиновой кислоты. Последствия такой модификации проявляются в невозможности правильного протекания процессов транскрипции и репликации ДНК, причина которого — образование ковалентно связанных с ней так называемых ДНК-аддуктов. Например, при репликации модифицированой ДНК, нуклеотиды которой связаны с канцерогеном, могут быть неправильно считаны ДНК-полимеразой, вследствие чего возникают мутации. Накопление большого количества мутаций в геноме приводят к трансформации нормальной клетки в опухолевую, что является основой канцерогенеза.
Химические канцерогены можно разделить на две большие группы:
- Генотоксические
- Негенотоксические

Генотоксические канцерогены — химические соединения, при взаимодействии которых с компонентами ДНК, могут возникать повреждения и мутации генома клетки. Мутации в свою очередь могут привести к процессам трансформации клеток, то есть к образованию опухолевых клеток.
Негенотоксические канцерогены — химические вещества, которые могут вызывать повреждения генома только в высоких концентрациях, при очень длительном и практически беспрерывном воздействии. Они вызывают бесконтрольную клеточную пролиферацию, тормозят апоптоз, нарушают взаимодействие между клетками (клеточную адгезию). Большинство негенотоксических канцерогенов — промоторы канцерогенеза, такие как: хлорорганические пестициды, гормоны, волокнистые материалы, асбест, в особенности его пыль.
По способу действия генотоксические канцерогены можно разделить на:
- прямые — вещества с высокой реакционной способностью, непосредственно образующие с ДНК ковалентно связанные аддукты (это алкилирующие и ацетилирующие вещества — N-нитрозилалкилмочевина (НАМ), эпоксиды (в особенности ПАУ), этиленимин и его производные, хлорэтиламин и др.).
- непрямые — малоактивные вещества, образующие ковалентно связанные ДНК-аддукты только после ферментативной активации, которая происходит с образованием высокоактивных электрофильных метаболитов, способных взаимодействовать с нуклеофильными группами ДНК (ПАУ и их производные).

Химические канцерогены
Афлатоксин B1 — сильнейший гепатоканцероген и смертельно опасный микотоксин[26].
Бензол — сильный канцероген, обладает ярко выраженным миелотоксичным действием (поражает костный мозг), тем самым вызывая апластическую анемию, лейкозы и другие заболевания системы гемопоэза (кроветворения)[27][28].
Метилхолантрен — сильнейший канцероген, образуется в организме человека, в результате нарушения обмена холестерина. Вызывает аденокарциному предстательной железы.
Окись этилена — обладает сильным алкилирующим действием на нуклеофильные группы  молекулы ДНК, вызывает мутации.
Винилхлорид — ядовитое и канцерогенное вещество. Поражает печень (вызывает ангиосаркому), лёгкие, ЦНС, систему гемопоэза и иммунную систему.
Диметилнитрозамин — один из наиболее распространнёных нитрозаминов, высокотоксичен (для всех млекопитающих)[29], вызывает рак желудка , гепатоцеллюлярную карциному и необратимые повреждения печени.
2,3,7,8-Тетрахлородибензодиоксин[30] или ТХДД — одно из самых чрезвычайно токсичных соединений антропогенного происхождения, обладает сильной канцерогенностью, мутаген, тератоген, снижает деятельность гемопоэтической, эндокринной, репродуктивной системы, иммуносупрессор. Вызывает злокачественные новообразования печени, крови и молочной железы.
Этанол или этиловый спирт, в быту «спирт», проявляет канцерогенные свойства (в высоких концентрациях)[31], и обладает мутагенными свойствами, является наркотическим веществом, подавляет деятельность ЦНС. Хроническое употребление алкоголя, содержащего большие концентрации этанола способствует увеличению риска возникновения злокачественных заболеваний органов ЖКТ, системы крови, нервной системы и головного мозга.

## Физические канцерогены
Наиболее известные физические канцерогены — это различные виды ионизирующего излучения (α, β, γ излучение, рентгеновское x излучение, нейтронное излучение, протонное излучение, кластерная радиоактивность, потоки ионов, осколки деления), хотя они же применяются и для лечения онкологических заболеваний. Ультрафиолет полностью поглощается кожей, и потому может вызвать только рак кожи (в т.ч. меланому) и некоторые злокачественные новообразования глаз. Тогда как ионизирующее излучение, свободно проникающие внутрь организма, способны вызвать радиогенные опухоли любых тканей и органов организма (довольно часто кроветворных, вследствие высокой чувствительности), в том числе даже злокачественные новообразования костной ткани - остеогенную саркому и саркому Юинга. Злокачественные новообразования костной ткани наиболее склонны вызывать радионуклиды, химически схожие с кальцием, то есть принадлежащие к ряду щелочноземельных металлов, такие как стронций-90 и радий-226.
Воздействие ионизирующих излучений вызывает практически все виды злокачественных новообразований, за малым исключением. Примером таких исключений являются лимфогранулематоз и другие лимфомы, вызываемые вирусами, рак предстательной железы, рак шейки матки, лимфолейкоз. Некоторые опухоли имеют преимущественно радиогенную этиологию, такие как остеосаркома.

## Биологические канцерогены
Роль биологических факторов в канцерогенезе не столь велика, сколь у химических и физических факторов, но в этиологии некоторых злокачественных опухолей она весьма значительна. Так, до 25 % случаев возникновения первичного рака печени в странах Азии и Африки связывают с инфицированностью вирусом гепатита B. Около 300 000 случаев заболевания раком шейки матки в год и значительная доля случаев заболевания раком полового члена связывают с передаваемыми половым путём папилломавирусами (в первую очередь, типа HPV-16, HPV-18, HPV-33). Примерно 30—50 % случаев заболевания лимфомой Ходжкина ассоциируется с поражением человеческого организма вирусом Эпштейна—Барр.
В 1990-е годы получены убедительные данные о зависимости большинства разновидностей рака желудка от инфицированности бактерией Helicobacter pylori.